# Saint-Gervais-sur-Roubion
Saint-Gervais-sur-Roubion is een gemeente in het Franse departement Drôme (regio Auvergne-Rhône-Alpes). De plaats maakt deel uit van het arrondissement Nyons. Saint-Gervais-sur-Roubion telde op 1 januari 2022 1.088 inwoners.

## Geografie
De oppervlakte van Saint-Gervais-sur-Roubion bedraagt 14,57 vierkante kilometer; de bevolkingsdichtheid is 74 inwoners per km² (per 1 januari 2019). De rivier Roubion stroomt door de plaats.

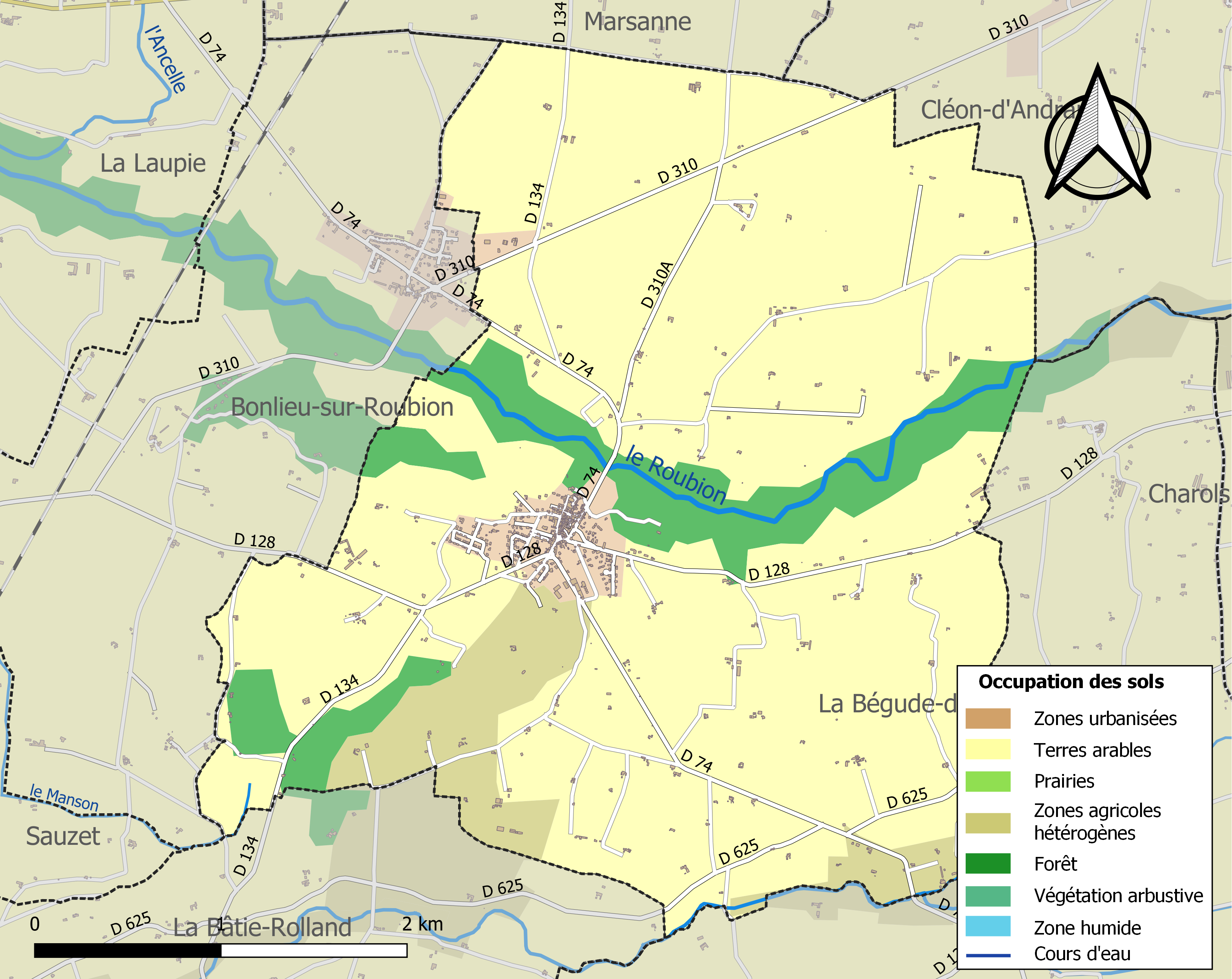
Kaart van de gemeente met belangrijkste infrastructuur, bodemgebruik en omliggende gemeenten

## Demografie
Onderstaande figuur toont het verloop van het inwonertal (bron: INSEE-tellingen).